# 차오저우 요리
차오저우 요리(Chaozhou料理, 중국어: 潮州菜, 병음: Cháozhōu cài 차오저우차이[*], 차오저우어: Diê5 ziu1 cai3 띠에찌우차이)는 중화인민공화국 광둥성 차오저우와 산터우 시를 중심으로 먹을 수 있는 중국 음식 중의 지방 요리이다. 태국, 싱가포르, 홍콩 등에서도 흔하게 발견된다. 조요리(潮料理, 중국어: 潮菜, 병음: cháocài 차오차이[*], 차오저우어: diê5 cai3 띠에차이), 조월요리(潮粵料理, 중국어 간체자: 潮粤菜, 정체자: 潮粵菜, 병음: cháo yuè cài 차오웨차이[*], 차오저우어: diê5 uêg8 cai3 띠에우엑차이)로도 부른다.

## 개요
차오저우는 진나라 때부터 계속 광동성에 속해 있지만, 언어는 동쪽 옆의 푸젠성 남부에서 말하는 민남어의 일종인 조주어라는 방언이 쓰이고 있다. 여기에서 알 수 있듯이 원래 민족 문화는 푸젠성 남부와 일체가 되어 있는 지역이고, 음식 문화도 예외는 아니다. 차오저우 요리의 특징으로는 건어물, 생선 소스, 염분 등을 이용한 맛과 소금에 절여 익혀 만드는 요리가 많다는 것을 들 수 있다. 원래 문화, 무역의 중심지인 차오저우는 한강에서 바다로 이어지지만, 해안선으로부터 20km 떨어진 내륙에 위치해 있고, 오징어, 마른 굴, 생선 건어물, 포, 상어 지느러미 등 해산물 계통의 건어물을 잘 이용하여 왔다. 이 식재료는 익혀 주면 맛을 끌어낼 수 있으므로, 수프를 비롯해 비교적 담백한 맛을 내는 등 식재의 맛을 살린 요리가 특색이라 할 수 있다.
또한 현재의 경제 중심지인 산터우와 바다에 접해 있으며, 신선한 해산물을 구할 수 있기 때문에 쪄서 만드는 생선이나 게 등의 해산물 요리도 주된 특징 가운데 하나이다. 이 밖에도, 이 지역에서는 생선, 오징어, 새우의 젓갈류도 잘 먹는 편이다. 한편, 볶음 등, 마늘을 사용하여 볶는 요리가 많고, 푸젠성 뿐만 아니라 중화민국과도 가깝다는 특징이 있다. 쌀농사 지역에 속해 있기 때문에 쌀을 소재로 한 요리가 발달하였고, 딤섬도 쌀가루로 만드는 경우가 많으며, 국수도 쌀 국수가 기본이다.

## 같이 보기
- 중국 요리

## 갤러리

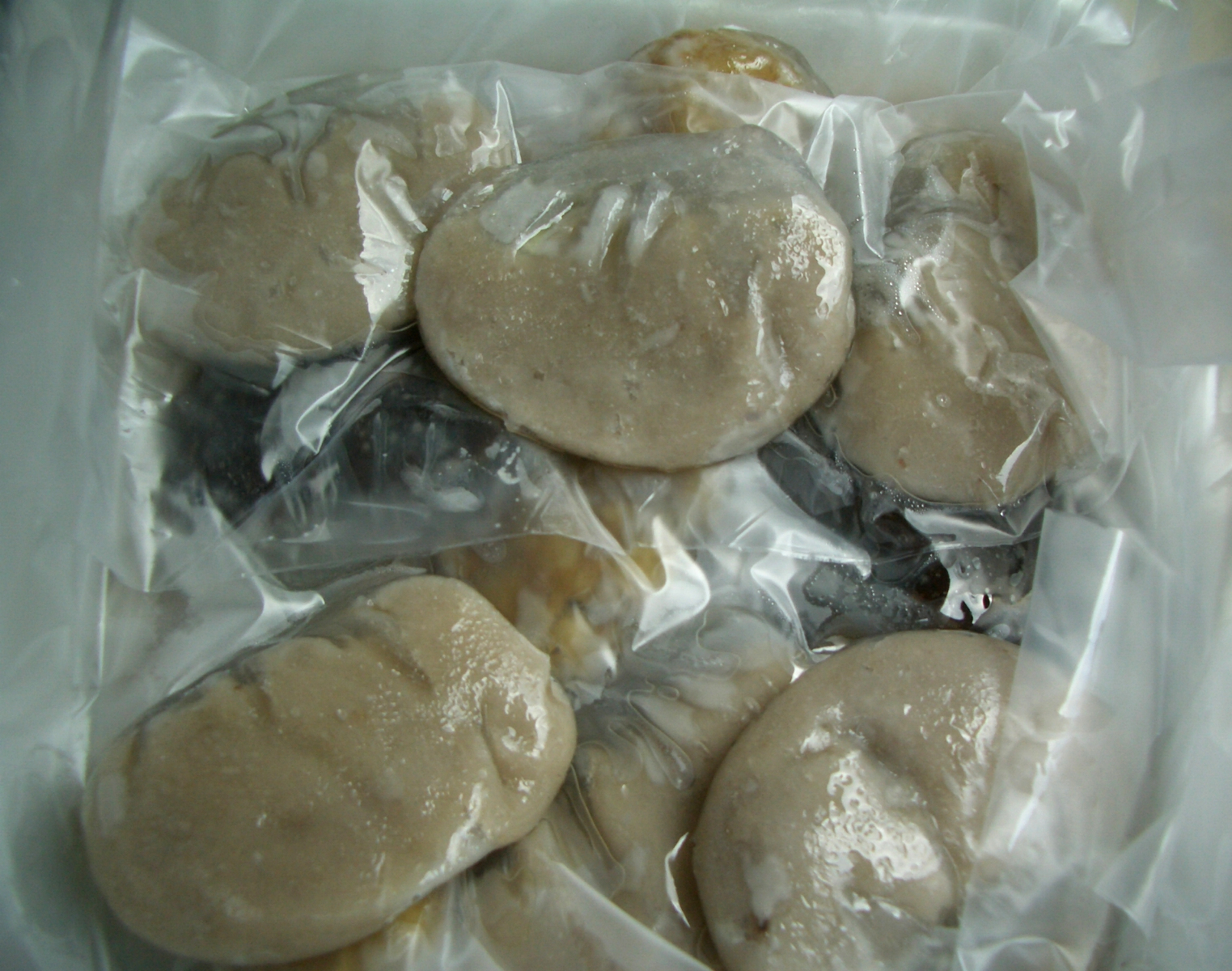
슈징바오 (水晶包)
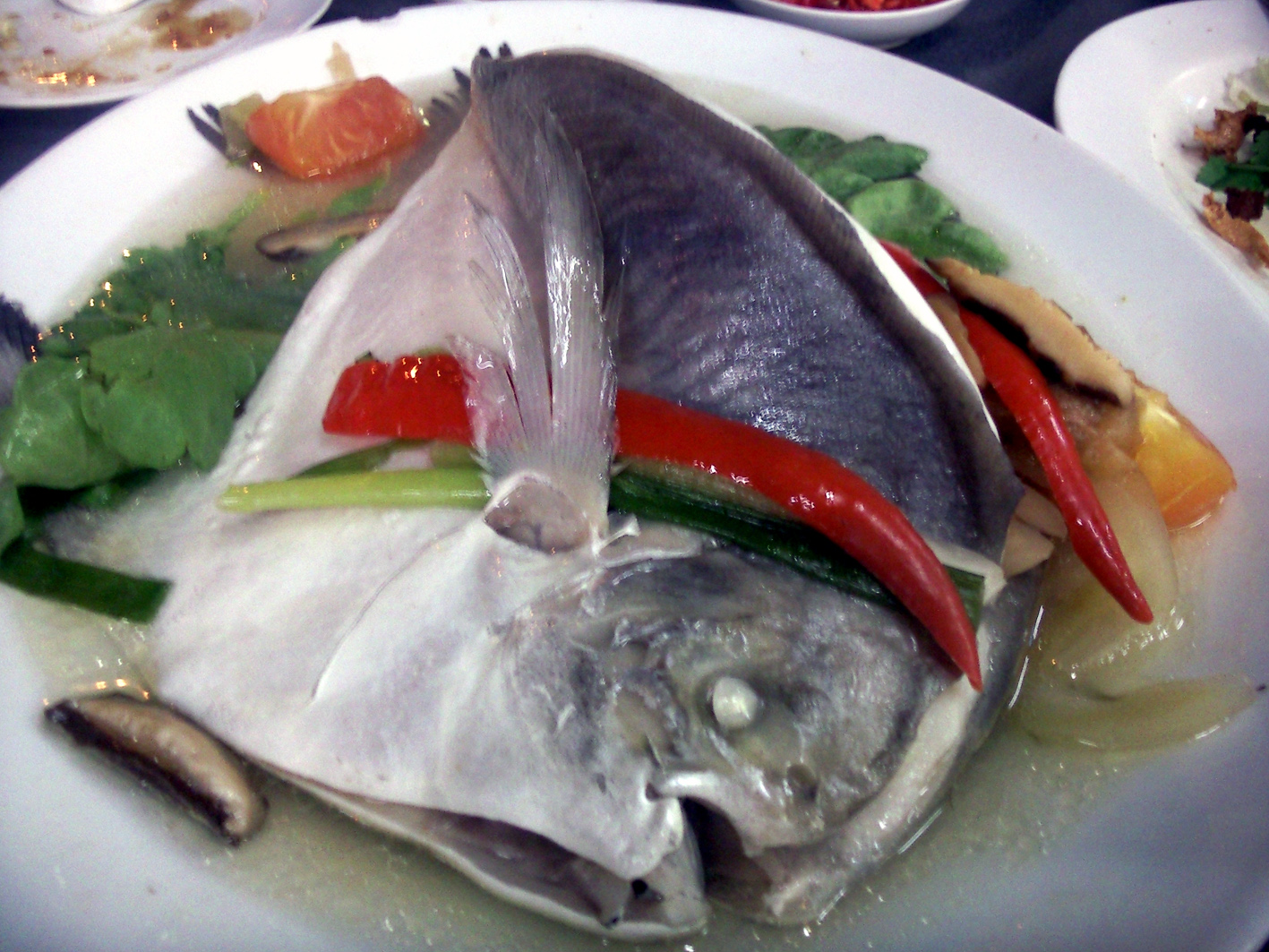
찐 생선 (炊鱼)
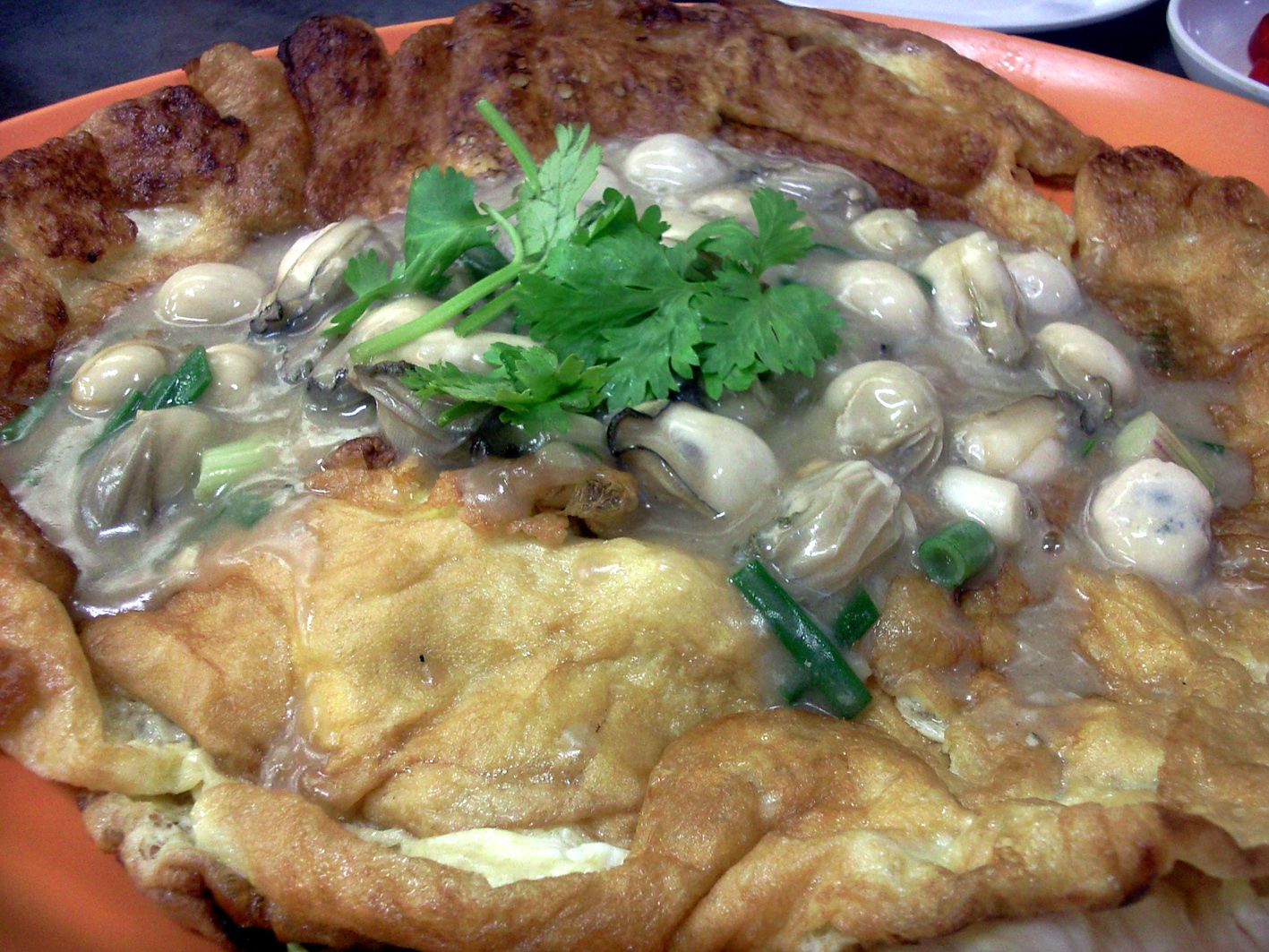
굴 오믈렛 (蚝烙)